# USA:s statsskuld
USA:s statsskuld är den skuld som USA:s federala statsmakt har till olika innehavare av dess skuldinstrument. Ett traditionellt försvar för den amerikanska statsskulden är att skulden är till dess egna medborgare. Men den bilden stämmer allt sämre. 2007 var utländska regeringar ägare av 25 procent av den amerikanska statsskulden, mot 13 procent 1988. Framförallt är det Kina och Japan som är stora ägare av amerikanska statsskuldpapper. Under finanskrisen ökade statsskulden kraftigt.

## Historik

USA:s federala statsskuld som procent av BNP, från 1790 till 2014 (behöver faktagranskas)

Översikt över USA:s offentliga skulder mot bakgrund av vilket parti som styr Vita huset. Den övre grafen visar skuld i absoluta tal (biljoner dollar), medan den undre grafen visar skuld som andel (procent) av BNP. (Data kommer från senaste budget för USA.)

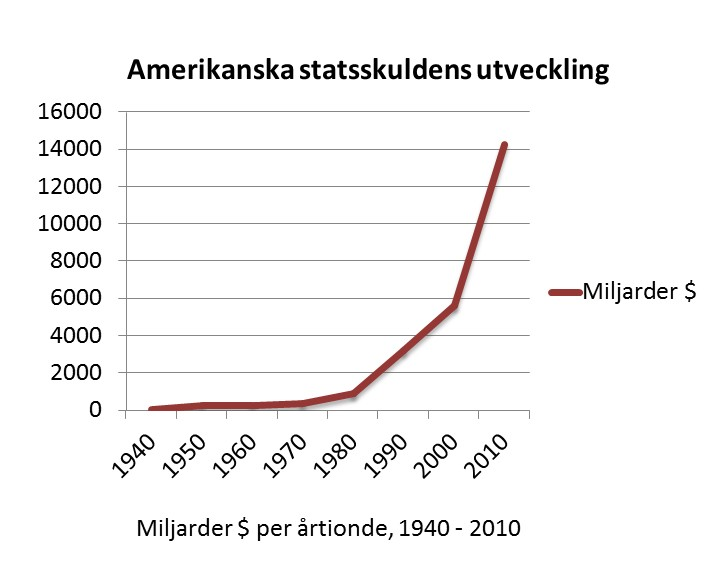
Den amerikanska statsskulden i miljarder dollar, 1940 - 2010.

USA har haft en federal statsskuld ända sedan dess grundande 1791. Skulderna har framförallt ökat under krigstider och tider av upprustning (Amerikanska revolutionskriget, Amerikanska inbördeskriget, Andra Världskriget, Vietnamkriget, under Ronald Reagans regim, Irakkriget m.m. Under Barack Obamas presidenttid nådde statsskulden nya rekordnivåer i samband med finanskrisen 2007-2009.
Vid slutet av år 2011 blev USA:s statsskuld åter igen större än landets BNP, tidigare period var under andra världskriget 1945-47. Skulden noterades till 15 230 miljarder dollar medan BNP-siffran från september 2011 rapporterade 15 170 miljarder dollar .

## Skuldklockor
Många amerikanska städer har elektroniska skuldklockor, vilka illustrerar hur snabbt den amerikanska regeringens skuldsättning växer. Den mest kända skuldklockan skapades av Douglas Durst och finns på Times Square i New York City. Skuldklockan inrättades under president Ronald Reagans tid vid makten, då statsskulden också ökade kraftigt. Sedan räknaren byggdes har den fått byggas om vid fyra tillfällen, eftersom siffrorna som skall visa skulden blivit fler och fler.

## Statsskuldens utveckling
Redovisningen visar statsskuldens utveckling i (miljarder dollar) och som procent av BNP. Redovisningen gäller respektive årtionde från 1940-talet och varje år under 2000-talet.
Första räkenskapsåret (fiscal year) startade 1 januari 1789. Kongressen beslutade därefter att från år 1842 använda brutet räkenskapsår med start 1 juli. Sedan 1977 tillämpas räkenskapsår med början 1 oktober.
 Årtal, Miljarder dollar, Andel av BNP
- 1940: 51 (48,4 %)
- 1950: 257 (93,1 %)
- 1960: 291 (54,8 %)
- 1970: 381 (36,5 %)
- 1980: 909 (32,9 %)
- 1990: 3 206 (55,3 %)

- 2000: 5 629 (56,7 %)
- 2001: 5 770 (57,4 %)
- 2002: 6 198 (59,7 %)
- 2003: 6 760 (62,5 %)
- 2004: 7 355 (64,0 %)
- 2005: 7 905 (64,6 %)
- 2006: 8 451 (64,9 %)
- 2007: 8 951 (65,5 %)
- 2008: 9 986 (70,2 %)
- 2009: 12 868 (90,4 %)
- 2010: 14 300 (91,6 %)

- 2011: 15 230 (96,1 %)
- 2012: 16 051 (100,2 %)
- 2013: 16 719 (101,3 %)
- 2014: 17 810 (103,4 %)
- 2015: 18 138 (101,3 %)
- 2016: 19 573 (104 %)
- 2017: 20 245 (103 %)
- 2020: 29 076 (123,2 %)
- 2024: 36 005 (122,8 %)

Prognoser för framtiden:
- År 2028 förväntas skulden bli 50 000 miljarder dollar (50 biljoner dollar).

## Räntor på statsskulden
| Årtal (30 september) | Statsskuld i US$      | Betalda räntor      | Ränta |
| 2013                 | 17 023 234 543 635,67 | $415 668 781 248,40 | 2,44% |
| 2012                 | 16 066 241 407 385,80 | $359 796 008 919,49 | 2,24% |
| 2011                 | 14 790 340 328 557,10 | $454 393 280 417,03 | 3,07% |
| 2010                 | 13 561 623 030 891,70 | $413 954 825 362,17 | 3,05% |
| 2009                 | 11 909 829 003 511,70 | $383 071 060 815,42 | 3,22% |
| 2008                 | 10 024 724 896 912,40 | $451 154 049 950,63 | 4,50% |
| 2007                 | 9 007 653 372 262,48  | $429 977 998 108,20 | 4,77% |
| 2006                 | 8 506 973 899 215,23  | $405 872 109 315,83 | 4,77% |
| 2005                 | 7 932 709 661 723,50  | $352 350 252 507,90 | 4,44% |
| 2004                 | 7 379 052 696 330,32  | $321 566 323 971,29 | 4,36% |
| 2003                 | 6 783 231 062 743,62  | $318 148 529 151,51 | 4,69% |
| 2002                 | 6 228 235 965 597,16  | $332 536 958 599,42 | 5,34% |
| 2001                 | 5 807 463 412 200,06  | $359 507 635 242,41 | 6,19% |
| 2000                 | 5 674 178 209 886,86  | $361 997 734 302,36 | 6,38% |
| 1999                 | 5 656 270 901 615,43  | $353 511 471 722,87 | 6,25% |
| 1998                 | 5 526 193 008 897,62  | $363 823 722 920,26 | 6,58% |
| 1997                 | 5 413 146 011 397,34  | $355 795 834 214,66 | 6,57% |
| 1996                 | 5 224 810 939 135,73  | $343 955 076 695,15 | 6,58% |
| 1995                 | 4 973 982 900 709,39  | $332 413 555 030,62 | 6,68% |
| 1994                 | 4 692 749 910 013,32  | $296 277 764 246,26 | 6,31% |
| 1993                 | 4 411 488 883 139,38  | $292 502 219 484,25 | 6,63% |
| 1992                 | 4 064 620 655 521,66  | $292 361 073 070,74 | 7,19% |
| 1991                 | 3 665 303 351 697,03  | $286 021 921 181,04 | 7,80% |

## Statsskulden i internationell jämförelse

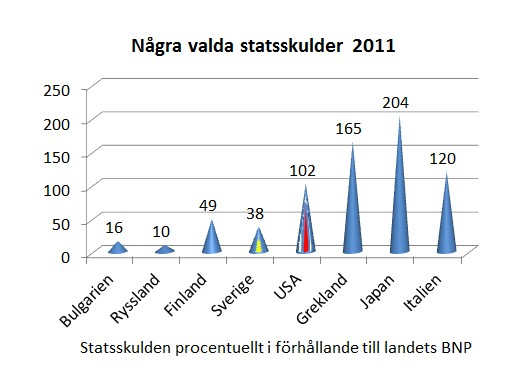
Några valda statsskulder 2011.

| Land eller enhet | 2007 | 2010 | 2011 |
| ---------------- | ---- | ---- | ---- |
| USA              | 62%  | 92%  | 102% |
| EU               | 59%  | 80%  | 83%  |
| Österrike        | 62%  | 78%  | 72%  |
| Frankrike        | 64%  | 82%  | 86%  |
| Tyskland         | 65%  | 82%  | 81%  |
| Sverige          | 40%  | 39%  | 38%  |
| Finland          | 35%  | 48%  | 49%  |
| Grekland         | 104% | 123% | 165% |
| Bulgarien        | 17%  | 16%  | 16%  |
| Italien          | 112% | 119% | 120% |
| Nederländerna    | 52%  | 77%  | 65%  |
| Spanien          | 42%  | 68%  | 68%  |
| Storbritannien   | 47%  | 80%  | 86%  |
| Japan            | 167% | 197% | 204% |
| Ryssland         | 9%   | 12%  | 10%  |

## Utländska ägare till amerikanska statspapper

Det utländska ägandet av USA:s statspapper med lång löptid (långa obligationer Europa har, utgivna av USA:s regering) år 2000–2014, fördelat på länder. Källa: U. S. Department of the Treasury, TIC reporting system http://www.treasury.gov/resource-center/data-chart-center/tic/Pages/ticsec2.aspx

Det utländska ägandet av USA:s statsskuld har ökat kraftigt sedan år 2000. Vid millennieskiftet låg det utländska ägandet av amerikanska statspapper med lång löptid på omkring 1000 miljarder dollar. 2014 hade det utländska innehavet ökat till omkring 6000 miljarder dollar. Kina är den största enskilda ägaren av amerikanska statspapper, följt av Japan och Belgien. Ett antal karibiska länder, ett antal oljeproducerande länder, Brasilien, Storbritannien, Schweiz, Hongkong, Taiwan och Luxemburg har också stora innehav. 

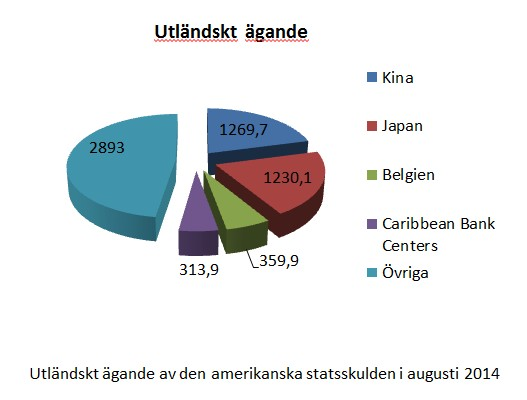
Diagram över det utländska ägandet av den amerikanska statsskulden, augusti 2014.

| Största utländska ägare i augusti 2014 | Största utländska ägare i augusti 2014 | Största utländska ägare i augusti 2014 | Största utländska ägare i augusti 2014 |
| Ekonomisk makt | Miljarder dollar                       | Förhållande mellan ägande och egen BNP | Procentuell ökning senaste året        |
| --- | -------------------------------------- | -------------------------------------- | -------------------------------------- |
| Kina | 1 269,7                                | 9%                                     | + 0,1%                                 |
| Japan | 1 230,1                                | 25%                                    | + 7,0%                                 |
| Belgien | 359,9                                  | 71%                                    | +115,8%                                |
| Caribbean Banking Centers Caymanöarna Bermuda Brittiska Jungfruöarna Bahamas Nederländska Antillerna Panama                                      | 313,9                                  | -                                      | + 4,0%                                 |
| Oljeexportörer Saudiarabien Iran Irak Förenade arabemiraten Indonesien Kuwait Qatar Oman Venezuela Nigeria Libyen Bahrain Algeriet Gabon Ecuador | 267,5                                  | -                                      | + 8,5%                                 |
| Brasilien | 261,7                                  | 12%                                    | + 3,5%                                 |
| Schweiz | 189,1                                  | 29%                                    | + 4,4%                                 |
| Taiwan | 172,9                                  | 36%                                    | − 5,8%                                 |
| Brittiska öarna Storbritannien Guernsey Jersey Isle of Man                                                                                       | 172,8                                  | 7%                                     | + 8,5%                                 |
| Hongkong | 160,5                                  | 59%                                    | +26,9%                                 |
| Luxemburg | 150,5                                  | 249%                                   | + 4,7%                                 |
| Ryssland | 118,1                                  | 6%                                     | −13,2%                                 |
| Irland | 106,8                                  | 48%                                    | −11,0%                                 |
| Singapore | 106,3                                  | 36%                                    | +33,9%                                 |
| Övriga | 1 186,5                                | -                                      | + 9,8%                                 |
| Totalt | 6 066,6                                | -                                      | + 8,4%                                 |